# Comuna Zadariv, Monastîrîska
Zadariv (în ucraineană Задарів) este o comună în raionul Monastîrîska, regiunea Ternopil, Ucraina, formată din satele Senkiv și Zadariv (reședința).

## Demografie
Componența lingvistică a comunei Zadariv
     Ucraineană (99,79%)
     Alte limbi (0,21%)
Conform recensământului din 2001, majoritatea populației comunei Zadariv era vorbitoare de ucraineană (99,79%), existând în minoritate și vorbitori de alte limbi.